# Parque nacional Sandbanks
Sandbanks es un parque nacional en Queensland (Australia), ubicado a 1829 km al noroeste de Brisbane.

## Datos
- Área: 0,11 km²

- Fecha de Creación: 1989
- Administración: Servicio para la Vida Salvaje de Queensland
- Categoría IUCN: II